# Michał Gawenda
Michał Gawenda (ur. 15 czerwca 2005) – polski lekkoatleta specjalizujący się w skoku o tyczce. Mistrz Europy juniorów młodszych w tej konkurencji (2022) i brązowy medalista mistrzostw świata juniorów (2022).

## Rekordy życiowe
- skok o tyczce (stadion) – 5,46 (28 lipca 2023, Gorzów Wielkopolski)
- skok o tyczce (hala) – 5,42 (19 lutego 2023, Toruń) – halowy rekord Polski U20

## Progresja wyników
Opracowano na podstawie:
| Rok                  | 2017 | 2018 | 2019 | 2020 | 2021 | 2022 | 2023 | 2024 | 2025 |
| Hala Wysokość (m)    | 2,70 | 3,60 | 4,20 | 4,72 | 5,07 | 5,31 | 5,42 | x    | 5,40 |
| Stadion Wysokość (m) | 3,00 | 4,00 | 4,50 | 5,00 | 5,11 | 5,45 | 5,46 | 5,00 | x    |

## Rezultaty

### Międzynarodowe
Opracowano na podstawie:
| Rok  | Impreza                               | Miejsce    | Konkurencja   | Pozycja           | Wynik |
| ---- | ------------------------------------- | ---------- | ------------- | ----------------- | ----- |
| 2021 | Mistrzostwa Europy juniorów           | Tallinn    | skok o tyczce | el. – 15. miejsce | 4,90  |
| 2022 | Mistrzostwa Europy juniorów młodszych | Jerozolima | skok o tyczce | 1. miejsce        | 5,10  |
| 2022 | Mistrzostwa świata juniorów           | Cali       | skok o tyczce | 3. miejsce        | 5,45  |
| 2023 | Mistrzostwa Europy juniorów           | Jerozolima | skok o tyczce | 4. miejsce        | 5,30  |

### Krajowe
| Impreza                                      | Rok  | Miejsce             | Pozycja     | Wynik |
| -------------------------------------------- | ---- | ------------------- | ----------- | ----- |
| Mistrzostwa Polski                           | 2024 | Bydgoszcz           | 12. miejsce | 4,55  |
| Mistrzostwa Polski                           | 2023 | Gorzów Wielkopolski | 4. miejsce  | 5,46  |
| Mistrzostwa Polski                           | 2022 | Suwałki             | 4. miejsce  | 5,40  |
| Mistrzostwa Polski                           | 2021 | Poznań              | 6. miejsce  | 4,80  |
| Mistrzostwa Polski                           | 2020 | Włocławek           | 8. miejsce  | 4,40  |
| Halowe mistrzostwa Polski                    | 2023 | Toruń               | 3. miejsce  | 5,42  |
|                                              | 2022 | Toruń               | 7. miejsce  | 4,80  |
| Mistrzostwa Polski juniorów                  | 2023 | Lublin              | 1. miejsce  | 5,20  |
| Mistrzostwa Polski juniorów młodszych        | 2022 | Bielsko-Biała       | 1. miejsce  | 5,10  |
| Mistrzostwa Polski juniorów młodszych        | 2021 | Włocławek           | 1. miejsce  | 5,00  |
| Halowe Mistrzostwa Polski juniorów młodszych | 2022 | Rzeszów             | 1. miejsce  | 5,20  |
| Halowe Mistrzostwa Polski juniorów młodszych | 2021 | Toruń               | 1. miejsce  | 5,07  |
| Mistrzostwa Polski U16                       | 2020 | Słupsk              | 1. miejsce  | 4,60  |
| Mistrzostwa Polski U16                       | 2019 | Tarnów              | 1. miejsce  | 4,50  |